# Schøller
Schøller en dansk og norsk slægt, som købte sig et våbenbrev (det blev man ikke adelig af).

## Våben
Skjoldet korsdelt med sølv hjerteskjold, hvori et svævende rødt kors; i 1. og 4. felt en med en sort drage belagt guld højre skråbjælke i rødt; i 2. og 3. felt tre med kammene opad krydslagte, kronede og gennem en krone stukne guld nøgler i blåt; på den kronede hjelm en til albuen sølvklædt naturligfarvet arm, holdende en kronet guld nøgle med nedadvendt kam.

## Historie
Militær- og embedsmandslægten Schøller føres tilbage til Ivar Schøller (eller Schoell), der levede i Kiel i begyndelsen af det 16. århundrede, og som efter familietraditionen skal stamme fra Mähren; hans søn, slotsskriver på Riberhus Christopher Schøller (1534-1594) var fader til slotsskriver på Dragsholm Iver Schøller (1568-1620), til Caspar Schøller (1582-1661) til Gjølmø og Lade og til ombudsmand ved Bakke Kloster Eiler Schøller (1584-1628), af hvis sønner købmand Christopher Schøller (død senest 1681) var morfader til Peter Wessel Tordenskiold, og lektor i Roskilde, magister Iver Schøller (1610-1654) fader til Anna Schøller, gift med forstander på Herlufsholm Peter Als (1659-1711).
Ovennævnte Caspar Schøller (1582-1661) var fader til borgmester på Christianshavn og assessor i Kommercekollegiet Iver Schøller (1611-1695), borgmester i Køge, højesteretsassessor Christen Schøller (1609-1677) og vicelagmand Christopher Schøller (1630-1689) til Gjølmø, hvis sønner var kommerceråd Anders Schøller (1664-1724) — fader til konferensråd, kammerherre Stig Tonsberg Schøller (1700-1769), hvis datter Elisabeth Schøller (1744-1763) ægtede general Georg Frederik von Krogh (1732-1818) — og oberst, generalkvartermester Caspar Schøller (død 1716), der var fader til konferensråd, oberberghauptmand Christopher Schøller (1707-1774) og til generalmajor Christian Schøller (1706-1778) til Margård; af dennes sønner skal nævnes generalmajor Gustav Grüner Schøller (1754-1810) til Margård, oberst Caspar Schøller (1756-1808) og ritmester Christian Schøller (1761-1832), hvis søn, oberst Christian Schøller (1804-1888), var fader til ingeniør Knud Schøller (1860-1933) og Mette Margrethe Schøller (1850-1929), gift med socialstatistikeren Theodor Sørensen (1839-1914).
Oberst Caspar Schøller (1756-1808) var fader til oberstløjtnant, kammerherre og stænderdeputeret Christian Schøller (1791-1858) til Margård — hvis søn var genealogen Christian Emil August Schøller (1843-1932) til Margård — og til generalløjtnant og kammerherre Thomas Georg Schøller (1793-1863), der var fader til direktør for Frederiks Hospital og Fødselsstiftelsen, oberst Frederik Carl Gustav Schøller (1825-1911).
Christian Emil August Schøller til Margård var fader til Kai Schøller til Margård (1872-1951), som var fader til oberst og leder i modstandsbevægelsen Carl-Gustav Grüner Schøller (1903-1981), som var den sidste Schøller på Margård.

### Linien med våbenbrev
Ovennævnte borgmester i Køge Christen Schøller (1609-1677) var fader til kancelliråd, landsdommer Rasmus Schøller (1639-1690) og til gehejmeråd Caspar Schøller (1644-1719) til Lellinge, der begge 1679 fik våbenbrev. Rasmus Schøllers linje uddøde med hans søn, justitsråd Herman Schøller (1669-1705) til Bavelse. Caspar Schøller var fader til konferensråd, amtmand Caspar Martin Schøller (1681-1756), som var fader til kaptajn Caspar Schøller (1715-1766), med hvis søn, underofficer i Dansk Vestindien Caspar Schøller (1749-?), denne linje udsluktes.